# Sistem sekundarnih glasnika
Sekundarni glasnici su molekuli koji prenose signale od receptora na ćelijskoj površini do ciljnih molekula unutar ćelije, u citoplazmi ili jezgru. Oni prenose signale hormona poput epinefrina (adrenalina) i faktora rasta, i izazivaju neki oblik promene aktivnosti ćelija. Oni u znatnoj meri pojačavaju snagu signala. Sekundarni glasnici su komponente kaskade prenosa signala.
Sekundarne glasnike je otkrio Erl Vilbur Saderland Mlađi. Za ovo otkriće mu je dodeljena Nobelova nagrada za fiziologiju ili medicinu 1971. Suderland je zapazio da epinefrin stimuliše jetru da konvertuje glikogen u glukozu (šećer) u ćelijama jetre, i da epinefrin ne može neposredno da konvertuje glikogen u glukozu. On je ustanovio da epinefrin mora da podstakne sekundarnog glasnika, ciklični AMP, da bi jetra mogla da konvertuje glikogen u glukozu. Sistemi sekundarnih glasnika mogu da budi sintetisani i aktivirani dejstvom enzima, kao što su ciklaze koje sintetišu ciklične nukleotide, ili putem otvaranja jonskih kanala čime se omogućava unos jona metala, kao što je to slučaj kod Ca2+ signalizacija. Ti molekuli se vezuju za, i aktiviraju proteinske kinaze, jonske kanale, i druge proteine, čime se nastavlja signalna kaskada.

## Tipovi sekundarnih glasnika
Postoje tri osnovna tipa sekundarnih glasnika: 
- Hidrofobni molekuli: u vodi nerastvorni molekuli, poput diacilglicerola, i fosfatidilinozitola, koji su vezani za membranu i prenose se difuzijom kroz ćelijsku membranu u intermembranski prostor gde dolaze u kontakt i regulišu za membranu vezane efektorske proteine
- Hidrofilni molekuli: u vodi rastvorni molekuli, poput cAMP, , 3, i 2+, koji su locirani u citozol
- Gasovi: azot monoksid i ugljen monoksid, koji se prenose difuzijom kroz citozol i kroz ćelijske membrane.

Ovi intracelularni glasnici poseduju niz zajedničkih osobina: 
- Oni mogu biti sintetisani/oslobođeni i razgrađeni putem specifičnih enzimskih reakcija ili jonskih kanala.
- Neki od njih (npr. Ca2+) mogu da budu uskladišteni u specijalnim organelama i brzo oslobođeni po potrebi.
- Njihov nastanak/oslobađanje i razgradnja može da bude lokalizovan, što daje mogućnost ćeliji da ograniči prostor i vreme aktivnosti signala.

## Literatura
- Reece, Jane; Campbell, Neil (2002). Biology. San Francisco: Benjamin Cummings.  0-8053-6624-5.

## Spoljašnje veze
- Kimball, J. „Second messengers”. Архивирано из оригинала 07. 02. 2006. г. Приступљено 10. 2. 2006.